# Boomerang (Jeremiah)
Pour les articles homonymes, voir Boomerang (homonymie).
Boomerang est une bande dessinée de la série Jeremiah de Hermann parue en 1984.

## Synopsis
Jeremiah s'est rangé des voitures : il a un travail, auprès d'un commissaire, et va bientôt de marier avec Léna. Ce n'est pas le cas de Kurdy qui enchaîne les mauvais coups avec toujours autant d'ardeur et se démène toujours pour avoir des problèmes. Ceux-ci viendront de Monroe, un politicien qui tente d'être élu dans sa ville.
Kurdy entraînera Jeremiah dans ses combines qui devra gérer aussi l'animosité de Lena pour son éternel copain.

## Analyse
Retrouvailles avec Kurdy et peut-être un début d'explication pour le destin entre Lena et Jeremiah...